# Chiang Pei-hsin
Chiang Pei-hsin (chinesisch 江佩欣, Pinyin Jiāng Pèixīn; * 29. September 1989) ist eine taiwanische Badmintonspielerin. 

## Karriere
Chiang Pei-hsin startete 2007 bei den Badminton-Juniorenweltmeisterschaften. Drei Jahre später gewann sie den Titel im Dameneinzel bei den Kaohsiung International 2010. 2011 wurde sie mit dem PB Mutiara Vierte in der indonesischen Superliga. Bei den Maldives International 2013 wurde sie Dritte, bei den Maribyrnong International 2014 Zweite.